# Repicatalons de carpó bru
El repicatalons de carpó bru (Emberiza yessoensis) és un ocell de la família dels emberízids (Emberizidae).

## Hàbitat i distribució
Habita canyars i zones arbustives als aiguamolls, criant al nord-est de la Xina, sud-est de Sibèria i sud de les illes Kurils i Japó a Hokkaido i Honshu.

## Taxonomia
Dins del gènere Emberízids, el repicatalons de carpó bru està tant estretament relacionat amb el repicatalons eurasiàtic i el sit de Pallas, que de vegades es classifiquen com al gènere Schoeniclus.
Es reconeixen dues subespècies:
- E. y. continentalis (Witherby, 1913) - cria a l'est de Mongòlia, nord-est de la Xina i el krai de Primórie i hiverna a l'est de la Xina.
- E. y. yessoensis (Swinhoe, 1874) - es reprodueix i hiverna al Japó i també hiverna a Corea.[3]